# 卜部亮吾
卜部 亮吾（うらべ りょうご、1924年（大正13年）1月6日 - 2002年（平成14年）3月11日）は、日本の官僚。約20年間にわたり、侍従として昭和天皇に仕えた。

## 人物
侍従となった1969年（昭和44年）から2002年（平成14年）の死去直前まで、毎日欠かさず付けた32年間の日記は、『卜部亮吾侍従日記』（全5巻）として、朝日新聞社から2007年に順次公刊された。同日記は、昭和天皇と香淳皇后に仕えていた広報担当者の日記であり、長期にわたってつけられたものであること、昭和天皇崩御（1989年（昭和64年）1月7日）前後の内情（特に昭和から平成への代替わりの実務を仕切った当時の経緯）と昭和天皇の晩年の姿が分かることから貴重な史料である。
日記では昭和天皇の晩年の闘病生活と戦争に対する悔恨や日本国民への気配りなど、天皇の人柄を偲ばせる記述が特に重要視されている。

## 略歴
- 1924年（大正13年）1月6日 北海道小樽市に小樽高等商業学校教授・卜部岩太郎の五男として生まれる。
- 1949年（昭和24年） 京都大学農学部農林経済学科を卒業[1]。人事院の事務官となる。
- 1969年（昭和44年）10月1日 人事院事務総局管理局人事課長補佐から宮内庁に異動し、侍従となる。
- 1981年（昭和56年）12月3日 侍従職事務主管となる（これは役職であり官職は侍従のまま）。退職時まで同主管に在任。
- 1991年（平成3年）3月31日 侍従を退職。そののち侍従職御用掛、皇太后宮職御用掛となる。
- 1993年（平成5年） 侍従職御用掛を退職。財団法人菊葉文化協会の常務理事となる。
- 1994年（平成6年）4月29日 勲三等旭日中綬章受章。
- 2000年（平成12年） 皇太后大喪儀（香淳皇后の葬儀）において祭官長を務める。
- 2002年（平成14年）3月11日 死去。享年78。叙・正四位。

## 書籍
- 御厨貴・岩井克己監修 『卜部亮吾侍従日記』（全5巻）朝日新聞出版、2007年
  - 「第1巻 昭和45年～59年 岩井克己解説 宮内庁組織図 皇居地図 用語解説索引」
  - 「第2巻 昭和60年～61年」
  - 「第3巻 昭和62年～63年」ISBN 9784022502834
  - 「第4巻 昭和64年～平成2年」
  - 「第5巻 平成3年～14年 御病状日記 御厨貴解説」